# Stephen Joseph Rossetti

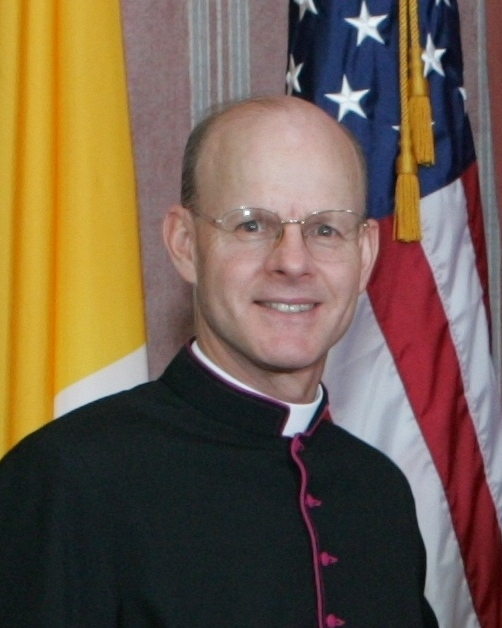
Stephen Joseph Rossetti

Stephen Joseph Rossetti (* 15. Juni 1951 in Marcellus, New York) ist ein US-amerikanischer Priester, Autor und Psychologe. Er lehrt an der Katholischen Universität von Amerika.

## Leben
Rossetti absolvierte 1973 die United States Air Force Academy in Colorado Springs und trat mit dem Grad eines Second Lieutenant in die United States Air Force ein. An der University of Pittsburgh erwarb er 1974 einen Abschluss als Master of Arts in Politikwissenschaften und arbeitete bei der Air Force Intelligence, Surveillance and Reconnaissance Agency, dem Nachrichtendienst der United States Air Force. 
Ab 1980 studierte er Theologie am Theological College der Katholischen Universität von Amerika. 1982 erwarb er dort den Master of Arts im Fach Theologie, 1985 folgte der Doctor of Ministry (DMin). 1984 wurde Rossetti in der Diözese von Syracuse zum Priester geweiht. Als Pfarrvikar diente er an der St. Patrick's Parish in Binghamton im Bundesstaat New York und an der St. James Church in Johnson City, ebenfalls im Bundesstaat New York.
1990 erwarb er am Boston College den Abschluss als Master of Arts in Psychologie (Counseling Psychology). 1993 wurde er als Psychologe Mitarbeiter am Saint Luke Institute in Silver Spring, Maryland, einem privaten psychiatrischen Krankenhaus unter katholischer Trägerschaft, und bald dessen Vize-Präsident. 1994 legte er am Boston College seinen Abschluss als Ph.D. im Fach Psychologie ab. 1996 wurde Rossetti Präsident und Chief Executive Officer des Saint Luke Institute. Dieses Amt hatte er bis 2009 inne. 
2010 wechselte Rossetti als Hochschullehrer an die Theologische Fakultät der Katholischen Universität von Amerika.

## Werke
- The Joy of Priesthood. Notre Dame, IN: Ave Maria Press, 2005.
- When the Lion Roars: A Primer for the Unsuspecting Mystic. Ave Maria Press, 2003.
- A Tragic Grace: The Catholic Church and Child Sexual Abuse. ISTI Books, Liturgical Press, 1996.
- A Fire On The Earth: Daily Living in the Kingdom of God. Mystic, CT: Twenty-Third Publications, 1989.
- I Am Awake. Paulist Press. 1987